# Орская, Ирена
Ирена Орская (пол. Irena Orska; 12 октября 1915, Краков — 13 апреля 2004, Краков) — польская актриса театра и кино.

## Биография
Ирена Орская родилась 12 октября 1915 в Кракове. Актриса театров в Кракове. Умерла 13 февраля 2004 года в Кракове, похоронена на Раковицком кладбище.

## Избранная фильмография
- 1959 — Общая комната / Wspólny pokój — пани Бове
- 1962 — Девушка из хорошей семьи / Dziewczyna z dobrego domu — участница бала в Дембах
- 1963 — Как быть любимой / Jak być kochaną — редактор в радиостудии
- 1963 — Разводов не будет / Rozwodów nie będzie — Зофья Калишевская
- 1965 — Рукопись, найденная в Сарагосе / Rękopis znaleziony w Saragossie — Дуэнья
- 1968 — Кукла / Lalka — пани Мелитон
- 1970 — Пейзаж с героем / Pejzaż z bohaterem — учительница в городке
- 1972 — Путешествие за улыбку / Podróż za jeden uśmiech — пани Зузя, старшая официантка в доме отдыха
- 1973 — Большая любовь Бальзака / Wielka miłość Balzaka — кассирша в театре
- 1973 — Санаторий под клепсидрой / Sanatorium pod klepsydrą — мать Йозефа
- 1977 — Танцующий ястреб / Tańczący jastrząb — мать Веславы
- 1978 — Уленшпигель со святых гор / Sowizdrzał świętokrzyski — мать Флорианка